# تئودورا گکونتورا
تئودورا گکونتورا (انگلیسی: Theodora Gkountoura؛ زادهٔ ۱۴ مارس ۱۹۹۷) شمشیرباز زن اهل یونان است.